# Полково-Никитовский сельский совет (Харьковская область)
Полково-Никитовский сельский совет — входит в состав Богодуховского района Харьковской области Украины.
Административный центр сельского совета находится в селе Полковая Никитовка.

## История
- 1920 — дата образования.

## Населённые пункты совета
- село Полковая Никитовка